# Biserica „Sfântul Ioan Botezătorul” din Crușova
Biserica Sfântul Ioan Botezătorul se află în Crușova. Construcția sa a început la 3 august 1897, în curtea școlii românești din Crușova. Templul creștin a fost inaugurat în 1904. 
Această biserică este cunoscută sub numele de biserica vlahă. Clădirea este una dintre cele mai conservate din oraș. Nu există fresce în biserică. Iconostasul de lemn, frumos realizat, este dominat de sculptură a fraților Nestor, a căror activitate a durat aproximativ patru ani. De asemenea la intrarea în biserică, se găsesc fresce transferate de la biserica Sf. Atanasie în satul Lokveni datând din 1627 , și sunt prezentați Sf.  Episcopi, Sfânta Maică a lui Dumnezeu etc. 